# Pogrom kielecki (1918)
Pogrom kielecki 1918 r. – wystąpienia antyżydowskie, mające miejsce w dniach 11 i 12 listopada 1918 roku w Kielcach. W pogromie brali udział mieszkańcy Kielc i funkcjonariusze milicji miejskiej.
Efektem zajść były cztery ofiary śmiertelnie, ok. 250 osób rannych, zdemolowane i ograbione liczne sklepy żydowskie, zdemolowane kino „Phenomen” Maksa Ellencweiga, wiele wybitych witryn sklepowych i szyb, także w żydowskich domach.

## Tło zajść
W latach I wojny światowej stosunki polsko-żydowskie cechowało narastające napięcie. Głównym obszarem konfliktu pozostawała rywalizacja gospodarcza, ale pojawiały
się też zarzuty natury politycznej związane z oskarżaniem Żydów o sprzyjanie zaborcom. Koniec wojny wywołał gorące dyskusje polityczne o prawach i sytuacji ludności
żydowskiej w odrodzonej Polsce. Dla wielu Polaków problem mniejszości narodowych
stanowił poważne zagrożenie dla integralności państwa. Fala antyżydowskich wystąpień przetoczyła się przez ziemie polskie od jesieni 1918 r., a zjawisko antyżydowskiej przemocy było powszechne w całej Europie Wschodniej, szczególnie w Rosji.
Po odzyskaniu przez Polskę niepodległości sytuacja w mieście była bardzo ciężka. Panował głód, bezrobocie, brakowało lekarstw, kupcy zubożeli. Trudna sytuacja i aktywność Narodowej Demokracji spowodowały rozdźwięk między społecznościami polską i żydowską. Choć w mieście nie dochodziło wcześniej do antysemickich zamieszek, w napiętej sytuacji politycznej wystarczyła iskra.

## Przebieg zajść
Wydarzenia w Kielcach rozpoczął popołudniowy wiec ludności żydowskiej w Teatrze Ludwika. Zebrała się tam żydowska inteligencja, rzemieślnicy, kupcy. Na początku wiecu poproszono mecenasa Hermana Frejzyngera o zabranie głosu. Przemówił do zebranych w języku polskim, ponieważ nie znał jidysz. Na sali byli jednak Żydzi, którzy polskiego nie znali. Rozległy się krzyki: „Mów w jidysz. My nie chcemy po polsku”.
Po mieście rozeszła się pogłoska, że na wiecu Żydzi nie chcą Polski.
Inaczej relacjonowała to „Gazeta Kielecka”: „wiec rozpoczął się od składania podziękowania Bogu za odbudowanie państwa polskiego i od zapewnienia lojalności dla Polski, lecz zaraz dalej przebijał w nich właściwy cel akcji, głosiło się tam mianowicie żądanie abyśmy «zagwarantowali» Żydom polityczną i kulturalną autonomię – w dodatku jeszcze na zasadzie personalnej."
Informacja o żądaniach autonomii zgłoszonych na wiecu wzburzyła mieszkańców. Jeszcze w czasie trwania wiecu pojawiła się w mieście plotka, że Żydzi zabili legionistę. Część osób zebranych przed teatrem wtargnęła wraz z milicją na salę, gdzie doszło do szamotaniny. Jak podaje K. Urbański, podczas bójki zabity został siedemnastoletni Chaim Jeger, a obok budynku zamordowany został Szmul Owsiany. Trzecią ofiarą był dwudziestoletni Jojne Cytryn, czwartą Jojne Janas, mieszkaniec Chęcin. Nazwiska
czterech ofiar zamieszek znajdują się w aktach stanu cywilnego kieleckiego okręgu bóżniczego.
W zaistniałej sytuacji generał Wacław Iwaszkiewicz-Rudoszański, dowódca wojskowego Inspektoratu Kieleckiego, podjął wieczorem decyzję o wyprowadzeniu wojska z koszar i zaprowadzeniu porządku w mieście. Zamieszki trwały jednak jeszcze następnego dnia.
Sklepy żydowskie były zamknięte na znak protestu i otwarto je dopiero po tygodniu. Przez kilka miesięcy trwał wzajemny bojkot sklepów żydowskich i polskich. Następnie sytuacja się unormowała.
Według danych American Joint Distribution Committee w Kielcach zostały zabite cztery osoby, a rannych zostało 250. Liczba zabitych została potwierdzona także w raporcie wikariusza generalnego kurii kieleckiej ks. Antoniego Bożka, który w liście z 1 stycznia 1919 r. pisał do Watykanu: „W dniach 11 i 12 listopada 1918 r. miał miejsce w Kielcach pogrom Żydów, połączony z mordami i rabunkiem sklepów i osób prywatnych, ofiarą tego padło czterech zabitych i przeszło 250 ciężko i lekko rannych Żydów oraz sporo rozgrabionych sklepów”.
Podstawowym zachowanym źródłem są protokoły i stenogramy posiedzeń kieleckiej Rady Miejskiej z grudnia 1918 r. oraz uchwały Rady Miejskiej. Stenogramy obrad zawieraj  jednak głównie opinie o zajściach przedstawione w dyskusji przez radnych Polaków i Żydów, stąd dane faktograficzne odnośnie przebiegu zamieszek są bardzo lakoniczne. O wydarzeniach kieleckich w dniach 11 i 12 listopada 1918 r. także lokalna prasa informowała bardzo zdawkowo. Nie są znane raporty kieleckiej milicji miejskiej, które mogłyby rzucić światło na przebieg wydarzeń, ani też akta dochodzenia prokuratorskiego.

## Śledztwo w sprawie pogromu
Jak donosiła „Gazeta Kielecka” z dn. 27 listopada 1918 r., pod zarzutem rabunków aresztowano Antoniego Furmanka, Józefa Kołodzieja, Antoniego Romańca oraz rodzinę Szczygłowskich. Zatrzymano również znanego jubilera i zegarmistrza Karola Haslingera.
Śledztwo trwało bardzo długo, epilog nastąpił w czerwcu 1922 r. przed Sądem Okręgowym w Kielcach, kiedy odbyła się rozprawa przeciwko pięciu oskarżonym o udział w zajściach listopadowych 1918 r. Cztery osoby otrzymały wyroki 4 miesięcy aresztu, jedna osoba 3 miesięcy. Były to wyroki bardzo łagodne. Co więcej, w roku 1923, na skutek apelacji, odbyła się ponowna rozprawa, na której wszystkich oskarżonych uniewinniono.
Nie są znane źródła o postępowaniach w sprawie przyczynienia się do śmierci czterech ofiar pogromu, ani o ewentualnie zapadłych wyrokach.

## Komisja i raport Henry’ego Morgenthaua
W celu dokładnego zbadania antyżydowskich zajść na ziemiach polskich rząd amerykański, na wniosek ówczesnego Premiera RP Ignacego Paderewskiego, powołał specjalną komisję, której przewodniczył Żyd pochodzenia niemieckiego Henry Morgenthau senior, uważany za nastawionego przyjaźnie do sprawy polskiej.
W skład komisji weszli także gen. bryg. Edgar Jadwin i Homer H. Johnson. Komisja przebywała w Polsce od 13 lipca do 13 września 1919 r. Wyniki jej badań zostały opublikowane 3 października 1919 r. Raport Morgenthaua stwierdzał, że od listopada 1918 r. do sierpnia 1919 r. na terenach objętych polską władzą miało miejsce osiem większych ekscesów antyżydowskich: w Kielcach, we Lwowie, w Pińsku, Lidzie, Wilnie, Kolbuszowej, Częstochowie i Mińsku Litewskim.
Najważniejszym ustaleniem komisji było jednak to, że w wyniku ekscesów antyżydowskich straciło życie 200–300 Żydów, a nie wiele tysięcy, jak głosiła wówczas propaganda środowisk żydowskich. Raport podkreślił, że władze polskie, szczególnie wyższego szczebla – wojskowe i cywilne – nie były inicjatorem zajść, przeciwnie, starały się je poskramiać. W czterech wypadkach sprawcami byli dezerterzy z wojska lub niezdyscyplinowani żołnierze. Podkreślono również, że ekscesy miały podłoże raczej polityczne aniżeli czysto antysemickie i że termin „pogrom” nie pasował do warunków panujących na terenie objętym wojną.
Z Raportu Henry’ego Morgenthaua
„Kielce, 11 listopada 1918
Wkrótce po opuszczeniu miasta przez wojska austriackie Żydzi, zapewniwszy sobie na to zgodę lokalnych władz, zorganizowali mityng w Teatrze Polskim. Celem zebrania było omówienie żydowskich aspiracji narodowych. Rozpoczęło się ono tuż przed godz. 14.00, sala była przepełniona. W tym czasie na zewnątrz teatru zbierała się grupa Polaków, w większości składająca się ze studentów. Około 18.30, gdy mityng miał się ku końcowi, a w teatrze pozostawało już tylko około trzystu osób, w poszukiwaniu broni do środka wtargnęła grupa policjantów. Chwilę później, gdy policjanci wciąż byli wewnątrz, tłum cywilów wymieszanych z żołnierzami wdarł się do sali i sprowadzał Żydów ze schodów. Gdy schodzili, bili ich mężczyźni ustawieni na schodach w dwóch szeregach, uzbrojeni w kije i bagnety. Po wyjściu na ulicę byli z kolei bici przez zgromadzony tam tłum. Czterech Żydów zmarło w wyniku pobicia, a wielu odniosło rany. Niektórych cywilów rozpoznano jako uczestników zajścia, nie zostali jednakże dotychczas postawieni przed sądem.”